# Only One (신화의 음반)
《Only One》은 대한민국의 음악 그룹 신화의 세 번째 정규앨범이다.
2000년 5월, 당시 신화는 3집 컴백을 앞두고 있었으나 멤버 전진이 오른쪽 다리 통증을 호소해 병원에 입원하게 되었고, 컴백이 일주일 정도 늦춰지는 일이 있었다.

## 수록곡

### CD
| #            | 제목                               | 작사                             | 작곡            | 편곡         | 재생 시간 |
| ------------ | ---------------------------------- | -------------------------------- | --------------- | ------------ | --------- |
| 1.           | 〈Intro〉                          |                                  | J STYLE(방성준) | J STYLE      | 1:24      |
| 2.           | 〈I Wanna be〉                     | 유영진                           | 유영진          | 유영진       | 3:51      |
| 3.           | 〈Only One〉                       | 유영진                           | 유영진          | 유영진       | 3:51      |
| 4.           | 〈All Your Dreams〉                | 김진권, 이상인/김상대(영어 가사) | 김진권          | 김진권       | 4:22      |
| 5.           | 〈First Love〉                     | 지국현                           | 지국현          | 지국현       | 4:21      |
| 6.           | 〈JAM #1〉                         | 유영진                           | 유영진          | 유영진       | 3:23      |
| 7.           | 〈Never Come to Me〉               | 서융근, 이우천                   | 서융근          | 서융근       | 3:10      |
| 8.           | 〈Change〉                         | 이승호                           | 윤일상          | 윤일상       | 3:55      |
| 9.           | 〈Vortex〉                         | 박재삼, 에릭(랩 가사)            | J STYLE         | J STYLE      | 4:23      |
| 10.          | 〈White Night〉                    | 신혜성, 에릭(나레이션 가사)      | 박성수          | 박성수       | 3:58      |
| 11.          | 〈Cyber Love〉                     | 박은희                           | 박해운          | 박해운       | 3:57      |
| 12.          | 〈Soul〉                           | 이민우, 에릭(영어 랩 가사)       | 이민우          | 이민우       | 3:56      |
| 13.          | 〈To My Family〉 (나의 가족에게)   | 김동완, 에릭(영어 랩 가사)       | 김동완          | 김동완       | 3:43      |
| 14.          | 〈Wedding March〉 (너의 곁에서 II) | 신혜성                           | 홍성규          | 홍성규       | 4:21      |
| 총 재생 시간 | 총 재생 시간                       | 총 재생 시간                     | 총 재생 시간    | 총 재생 시간 | 49:15     |

### TAPE
카세트 테이프포맷의 경우 수록곡의 배열 순서가 CD포맷과 다르다. 
| #  | 제목                               | 작사                             | 작곡            | 편곡    | 재생 시간 |
| -- | ---------------------------------- | -------------------------------- | --------------- | ------- | --------- |
| 1. | 〈Intro〉                          |                                  | J STYLE(방성준) | J STYLE | 1:24      |
| 2. | 〈I Wanna be〉                     | 유영진                           | 유영진          | 유영진  | 3:51      |
| 3. | 〈Only One〉                       | 유영진                           | 유영진          | 유영진  | 3:51      |
| 4. | 〈All Your Dreams〉                | 김진권, 이상인/김상대(영어 가사) | 김진권          | 김진권  | 4:22      |
| 5. | 〈First Love〉                     | 지국현                           | 지국현          | 지국현  | 4:21      |
| 6. | 〈Vortex〉                         | 박재삼, 에릭(랩 가사)            | J STYLE         | J STYLE | 4:23      |
| 7. | 〈Wedding March〉 (너의 곁에서 II) | 신혜성                           | 홍성규          | 홍성규  | 4:21      |

| #   | 제목                             | 작사                        | 작곡   | 편곡   | 재생 시간 |
| --- | -------------------------------- | --------------------------- | ------ | ------ | --------- |
| 8.  | 〈JAM #1〉                       | 유영진                      | 유영진 | 유영진 | 3:23      |
| 9.  | 〈Never Come to Me〉             | 서융근, 이우천              | 서융근 | 서융근 | 3:10      |
| 10. | 〈Change〉                       | 이승호                      | 윤일상 | 윤일상 | 3:55      |
| 11. | 〈White Night〉                  | 신혜성, 에릭(나레이션 가사) | 박성수 | 박성수 | 3:58      |
| 12. | 〈Cyber Love〉                   | 박은희                      | 박해운 | 박해운 | 3:57      |
| 13. | 〈Soul〉                         | 이민우, 에릭(영어 랩 가사)  | 이민우 | 이민우 | 3:56      |
| 14. | 〈To My Family〉 (나의 가족에게) | 김동완, 에릭(영어 랩 가사)  | 김동완 | 김동완 | 3:43      |

## 참여
이 목록은 해당 앨범의 부클릿에서 발췌하였고, 카세트 테이프가 아닌 CD 포맷의 〈staff〉목록을 따랐다.
| 신화 - 에릭 - 메인 랩 - 앤디 - 랩 - 이민우 - 서브 보컬, 코러스(10), 안무 - 전진 - 리드 랩, 안무 - 김동완 - 서브 보컬 - 신혜성 - 메인 보컬 세션 - Groovie K - 전기 기타(3~6, 10) - 이태윤 - 베이스 기타(3, 13) - 유영진 - 코러스(3) - Tim Owens, Mabvuto Carpenter - 코러스(3, 6) - 지국현 - 프로그래밍 기타(5) - 김현아 - 코러스(5, 13, 14) - 문지환 - 코러스(5) - 이정식 - 색소폰(10) - 박신영 - 각종 악기/시퀀서/코러스(10) - Sam Lee - 기타(11) - 박기호 - 코러스(11) - 이상백 - 코러스/랩 디렉터(11) - 김동완 - 기타, 피아노(13) - 심상원, 김혜은, 김우현 - 바이올린(14) - 함춘호 - 기타(14) - 정구련 - 코러스(14) | 스탭 - 이수만 - 프로듀서 - KAT, 김영훈, 여두현 - 녹음, 믹싱 - Rich Wenzel, Richard S.Vick - 녹음 - 전훈(소닉 코리아) - 마스터링 - 김경욱 - 프로덕션 - 김기범, 이수용, 이세중 - A&R - 홍현종, 박권영 - PR - 정귀환, 이범준, 임승채 - PR 보조 - 이민우, 전진, 배상욱 - 안무 - 김명희, 정세나, 이유미, 정유리 - 스타일리스트 - 박경일, 현정재 - 사진 - 최지영 - 앨범 디자인 - 가루, HUDINI, OACS, NANMU - 로고 디자인 - (주)명진아트 - 인쇄 - SM 엔터테인먼트 - 이그제큐티브 프로듀서 |